# Васильки (Новгородская область)
Васильки — деревня в Марёвском муниципальном районе Новгородской области, входит в состав Молвотицкого сельского поселения.

## География
Деревня расположена юго-восточнее административного центра сельского поселения — села Молвотицы, на правом берегу реки Деренка (приток Щеберехи).

## История
В списке населённых мест Демянского уезда Новгородской губернии за 1909 год деревни Большие Васильки (Рукино) и Малые Васильки (Рукино), что были на земле Васильковского сельского общества, указаны на территории Молвотицкой волости; число жителей тогда было в деревне Большие Васильки (Рукино) — 166, а в деревне Малые Васильки (Рукино) — 54; в деревне Большие Васильки (Рукино) тогда была часовня и имелся хлебозапасный магазин, мелочная лавка и постоялый двор в деревне Малые Васильки (Рукино) тогда была водяная мельница. По постановлению ВЦИК от 3 апреля 1924 года Польская волость была упразднена. Население деревни по переписи населения 1926 года — 284 человека. Затем, с августа 1927 года, деревни Васильки Большие и Васильки Малые в составе Пуповского сельсовета новообразованного Молвотицкого района новообразованного Новгородского округа в составе переименованной из Северо-Западной в Ленинградскую области. По постановлению ЦИК и СНК СССР от 23 июля 1930 года Новгородский округ был упразднён, а район перешёл в прямое подчинение Леноблисполкому. Указом Президиума Верховного Совета РСФСР от 16 декабря 1940 года Пуповский сельсовет был переименован в Горный сельсовет. Германская оккупация — в конце 1941 года. Указом Президиума Верховного Совета РСФСР от 19 февраля 1944 года райцентр Молвотицкого района был перенесён из села Молвотицы в село Марёво. Указом Президиума Верховного Совета СССР от 5 июля 1944 года была образована Новгородская область и Молвотицкий район вошёл в её состав.
Решением Новгородского облисполкома № 1165 от 27 сентября 1950 года деревня Васильки была перечислена из Горного в Мамоновщинский сельсовет. Во время неудавшейся всесоюзной реформы по делению на сельские и промышленные районы и парторганизации, в соответствии с решениями ноябрьского (1962 года) пленума ЦК КПСС «о перестройке партийного руководства народным хозяйством» с 10 декабря 1962 года был образован крупный Демянский сельский район, а административный Молвотицкий район 1 февраля 1963 года был упразднён. Мамоновщинский сельсовет тогда вошёл в состав Демянского сельского района. Пленум ЦК КПСС, состоявшийся 16 ноября 1964 года восстановил прежний принцип партийного руководства народным хозяйством, после чего Указом Верховного Совета РСФСР от 12 января 1965 года сельские районы были преобразованы вновь в административные районы и решением Новгородского облисполкома № 6 от 14 января 1965 года Мамоновщинский сельсовет и деревня в Демянском районе. В соответствие решению Новгородского облисполкома № 706 от 31 декабря 1966 года Мамоновщинский сельсовет и деревня из Демянского района были переданы во вновь созданный Марёвский район.
После прекращения деятельности Мамоновщинского сельского Совета в начале 1990-х стала действовать Администрация Мамоновщинского сельсовета, которая была упразднена в начале 2006 года и деревня Васильки, по результатам муниципальной реформы входила в состав муниципального образования — Горное сельское поселение Марёвского муниципального района (местное самоуправление), по административно-территориальному устройству была подчинена администрации Горного сельского поселения Марёвского района. С 12 апреля 2010 года после упразднения Горного сельского поселения Васильки в составе Молвотицкого сельского поселения.

## Население
| 2010 | 2012 | 2013 | 2014 | 2015 | 2016 |
| ---- | ---- | ---- | ---- | ---- | ---- |
| 4    | ↘1   | ↘0   | →0   | →0   | →0   |

### Национальный состав
По переписи населения 2002 года, в деревне Васильки проживали 7 человек (все русские)

## Инфраструктура
В деревне одна улица — Васильковая.